# بیرگر مالمستن
بیرگر مالمستن (سوئدی: Birger Malmsten؛ ۲۳ دسامبر ۱۹۲۰ – ۱۵ فوریهٔ ۱۹۹۱) بازیگر اهل سوئد بود. وی بین سال‌های ۱۹۳۶ تا ۱۹۸۷ میلادی فعالیت می‌کرد.
از فیلم‌هایی که وی در آن نقش داشته‌است، می‌توان به آخرین ماجرا، مذکر، مؤنث، بر عشق ما می‌بارد، چهره به چهره، به شادی، سکوت، زندان، کشتی برای هند، موسیقی در تاریکی، رازهای زنان، تشنگی، تابو و اوا اشاره کرد.